# ياموم
الياموم (الاسم العلمي: Columbina)، هو جنس من الحمام الصغير من فصيلة الحمامية التي تعيش في العالم الجديد. يتراوح نطاقها من جنوب الولايات المتحدة عبر أمريكا الوسطى ومعظم أمريكا الجنوبية. عادًة ما يُعثر على الياموم في أزواج أو قطعان صغيرة ويتواجد عادًة في المناطق المفتوحة. قزحيته كستنائية وأرجله وردية. أثناء الطيران، تُظهر بعض الأنواع وميضًا مميزًا من اللون الأحمر في الأجنحة، بينما يُظهر البعض الآخر أنماط أجنحة باللونين الأبيض والأسود.
قُدم الجنس في عام 1825 من قبل عالم الطبيعة الألماني يوهان بابتيست فون سبيكس. الاسم مشتق من اللاتينية كولومبينوس ويعني "الحمامة أو اليمامة" أو "شبيه الحمامة". حُدد نوعه النمطي على أنه C. strpitans من قبل عالم الحيوان الإنجليزي جورج روبرت غراي في عام 1841. تعتبر هذه الأصنوفة الآن بمثابة نويع من يمامة بيكوي الأرضية
.
يشتمل الجنس على تسعة أنواع
- يمامة الإنكا, Columbina inca
- Scaled dove, Columbina squammata
- Common ground dove, Columbina passerina
- Plain-breasted ground dove, Columbina minuta
- Ecuadorian ground dove, Columbina buckleyi
- Ruddy ground dove, Columbina talpacoti
- Picui ground dove, Columbina picui
- Croaking ground dove, Columbina cruziana
- Blue-eyed ground dove, Columbina cyanopis